# Кримський похід Данила Адашева
Кримський похід 1559 — військовий похід Московського царства під командуванням воєводи Данила Федоровича Адашева на Кримське ханство.

## Історія
Відносини Московського царства з Кримом, що здійснював періодичні походи у Московію, різко загострилися після взяття Казані (1552) та підкорення Астрахані (1556) московитами. На Дніпрі та Сіверському Дінці проти кримців успішно діяв князь Дмитро Вишневецький («Байда»), який перейшов на царську службу, проте його сили були надто малі, щоб зробити успішний похід на Крим. 1559 року, незважаючи на Лівонську війну, що йшла паралельно, цар Іван Грозний спорядив у похід досить значне військо, яке складалося з великого полку під керівництвом Данила Адашева, передового полку на чолі з Ігнатієм Заболоцьким і сторожового полку під командуванням стрілецького голови Тимофія Ігнатьєва. Чисельність війська за деякими даними становила 8 тисяч осіб. Тоді як Вишневецький напав на Азов, військо Адашева біля Псельського міста (у районі нинішнього Кременчука) почало будувати великі човни, щоб спуститися Дніпром, уникаючи виснажливого переходу степом і можливих нападів криськотатарської кінноти. Пересування по воді давало також більшу свободу маневру, оскільки давало змогу напасти на Крим у будь-якому місці з боку узбережжя.
Захопивши кілька кораблів під Очаковом і перебивши багато кримців і турків, московити раптово висадились у західному Криму. Адашев розосередив військо для розорення території. Царські ратники та запорожці звільняли християнських невільників і самі захоплювали полонених. Хан Девлет I Ґерай не встиг зібрати військо, а спроби місцевих мурз оборонятися зазнавали невдачі. Спустошивши весь західний Крим, московські війська змогли безперешкодно залишити півострів, вирушивши знову до гирла Дніпра. Поблизу Очакова Адашев відпустив всіх турецьких бранців, оголосивши, що цар воює з кримським ханом, а чи не з султаном Сулейманом.
Зібравши певні сили, що складалися з кримських татар та ногайців, Девлет Ґерай вирішив перехопити московитів на дніпровських порогах. Однак усі спроби ханських воїнів атакувати Адашева були невдалими, зустрічаючи щільний пищальний вогонь. Готуючись до вирішального бою, Адашев укріпив Монастирський острів, але хан не наважився на штурм і відвів війська до Криму. Адашев з військом благополучно повернувся до Москви, де його зустріли з почестями.